# Romario Benzar
Romario Sandu Benzar (Timișoara, 26 de marzo de 1992) es un futbolista rumano que juega en la demarcación de centrocampista para el F. C. Botoșani de la Liga I.

## Selección nacional
Hizo su debut con Rumanía sub-17 el 21 de septiembre de 2008 en un partido contra Dinamarca sub-17.
Con el equipo sub-19 de Rumanía, jugó en el Campeonato de Europa sub-19 de la UEFA de 2011, que tuvo lugar en Rumanía.
Fue convocado a la selección de Rumanía para enfrentarse a Montenegro en agosto de 2016.

## Clubes
| Club                              | País    | Año       |
| --------------------------------- | ------- | --------- |
| F. C. Viitorul Constanța          | Rumania | 2010-2017 |
| FCSB                              | Rumania | 2017-2019 |
| U. S. Lecce                       | Italia  | 2019-2022 |
| A. C. Perugia Calcio (cedido)     | Italia  | 2020      |
| F. C. Viitorul Constanța (cedido) | Rumania | 2020-2021 |
| F. C. Farul Constanța             | Rumania | 2022-2023 |
| F. C. UTA Arad                    | Rumania | 2023      |
| F. C. Botoșani                    | Rumania | 2023-     |

## Palmarés

### Títulos nacionales
| Título | Club               | País    | Año  |
| ------ | ------------------ | ------- | ---- |
| Liga I | Viitorul Constanța | Rumania | 2017 |